# هوبره هندی بزرگ
هوبره هندی بزرگ (نام علمی: Ardeotis nigriceps) نام یک گونه از سرده هوبره‌های بیابان است.